# Ancistroplax taiwanensis
Ancistroplax taiwanensis är en insektsart som beskrevs av Kaneko och Uchikawa 1988. Ancistroplax taiwanensis ingår i släktet Ancistroplax och familjen gnagarlöss. Inga underarter finns listade i Catalogue of Life.